# Methiocarb
Methiocarb (Mercaptodimethur) ist eine chemische Verbindung, die zu den Thioethern und den Carbamaten gehört. Methiocarb wurde 1962 von Bayer als Insektizid und Akarizid eingeführt und wird auch als Vogelrepellent verwendet. 

## Wirkung
Methiocarb wirkt über eine Hemmung der Acetylcholinesterase als Nervengift. Es ist auch für Menschen giftig und kann zu Erbrechen, Durchfall, Atemnot und Lungenödemen führen. In Produktbezeichnungen durfte es noch 2001 als mindergiftig gekennzeichnet werden. Für Wasserlebewesen ist es sehr giftig.
Methiocarb wirkt auch auf das Nervensystem von Schnecken, die zunächst hyperaktiv werden, dann jedoch den Muskeltonus verlieren und an Ort und Stelle sterben. Methiocarb ist ein aus diesem Grund weit verbreitetes Molluskizid. Die Stiftung Warentest rät von der Verwendung von Schneckenkorn mit diesem Wirkstoff ab, wenn sich Kinder und Haustiere auf den behandelten Flächen aufhalten.

## Abbau
Methiocarb wird in Organismen überwiegend per Sulfoxidation, seltener auch per Hydroxylierung an der N-Methylgruppe metabolisiert.

## Zulassungsstatus
In der Europäischen Union galt seit 2007 eine Zulassung dieses Wirkstoffs für Pflanzenschutzmittel. Die letztgültige Zulassung lief zum 30. September 2017 aus. Es waren ausschließlich Anwendungen als Repellent erlaubt. Die Zulassung der Verwendung als Molluskizid wurde am 26. Februar 2014 zum Schutz von Vögeln, Säugetieren und Nichtzielarthropoden gestrichen. Seitdem sind nur noch Anwendungen als Repellent bei der Saatgutbehandlung zugelassen. Auf nationaler Ebene ist Methiocarb in 23 EU-Staaten zugelassen. Die erlaubte Tagesdosis, die akute Referenzdosis und die annehmbare Anwenderexposition betragen 0,013 Milligramm pro Kilogramm Körpergewicht und Tag.
Methiocarb war in Deutschland in zahlreichen Insektensprays für Haus- und Kleingärtner zugelassen, stets in Kombination mit Thiacloprid. Die Zulassung lief am 3. Oktober 2019 aus. Die Aufbrauchsfrist läuft bis zum 3. April 2020. Für die Abwehr von Vogelfraß hat das Bundesamt für Verbraucherschutz und Lebensmittelsicherheit inzwischen eine Notfallzulassung für Korit mit dem Wirkstoff Ziram für die Saatgutbeizung von Mais erteilt, welche vom 15. Dezember 2019 bis 12. April 2020 gilt. In Schneckenkorn war Methiocarb der alleinige Wirkstoff. Die Anwendung ist seit 19. September 2014 nicht mehr zulässig.
In der Schweiz sind keine Methiocarb-haltigen Pflanzenschutzmittel mehr zugelassen.
In Österreich waren Methiocarb-haltige Präparate als Insektizid-Spray, Schneckenkorn (Mesurol) und Saatgutbeizmittel zugelassen, sind aber inzwischen nicht mehr im Handel.